# جيم هوتون (ممثل)
جيم هوتون (بالإنجليزية: James Houghton)‏ هو كاتب سيناريو وممثل أمريكي، ولد في 7 نوفمبر 1948 بلوس أنجلوس في الولايات المتحدة. من الجوائز التي نالها جائزة إيمي داي تايم ‏ وجائزة نقابة الكتاب الأمريكية.

## جوائز
- جائزة إيمي داي تايم [الإنجليزية]‏
- جائزة نقابة الكتاب الأمريكية

## وصلات خارجية
- جيم هوتون على موقع IMDb (الإنجليزية)
- جيم هوتون على موقع ألو سيني (الفرنسية)
- جيم هوتون على موقع أول موفي (الإنجليزية)
- جيم هوتون على موقع قاعدة بيانات الأفلام السويدية (السويدية)
- جيم هوتون على موقع كينوبويسك (الروسية)